# He Lifeng
Dans ce nom chinois, le nom de famille, He, précède le nom personnel.
He Lifeng (chinois simplifié : 何立峰 ; pinyin : Hé Lìfēng), né le 4 février 1955 à Xingning, est un homme politique chinois.
Membre du politburo du Parti communiste chinois, il est l'un des quatre vice-Premiers ministres du Conseil des affaires de l'État de la république populaire de Chine depuis 2023. Il est vice-président du Comité national de la Conférence consultative politique du peuple chinois de 2018 à 2023.

## Biographie

### Jeunesse
Il est né dans le comté de Yongding, dans le Fujian, au sein d'une famille Hakka dont les origines remontent généralement à Xingning, dans le Guangdong. En août 1973, il est envoyé de force à la campagne dans le cadre de la révolution culturelle. En novembre 1976, il participe à la construction du barrage hydroélectrique de Shixiangtan. Après la reprise de l'examen national d'entrée à l'université, il a été admis à l'école d'économie de l'université de Xiamen, où il a étudié la finance. Il a obtenu une licence et une maîtrise en 1982 et 1984. En 1998 il obtient un doctorat dans le cadre d'études à temps partiel. Après avoir obtenu son diplôme, il a commencé à travailler à Xiamen en tant que chercheur pour la zone économique spéciale.
En juillet 1984, Wang Yishi, le vice-gouverneur du Fujian, se rend au domicile de Deng Ziji, le mentor de He Lifeng, et demande à Deng de recommander un étudiant pour soutenir la construction de la zone économique spéciale de Xiamen. He Lifeng a été recommandé pour devenir un cadre de l'Institut de recherche économique de la zone économique spéciale et a ainsi commencé sa carrière au service du gouvernement. En octobre, il entame sa carrière politique.

### Carrière locale
He Lifeng a travaillé dans la province de Fujian pendant environ 25 ans. Il a travaillé successivement à Xiamen, Quanzhou et Fuzhou. Pendant cette période, il a dirigé le département des finances de la ville de Xiamen, ville dont Xi Jinping était vice-maire. Il aurait assisté à la cérémonie de mariage de Xi et de Peng Liyuan. Pour ces raisons, He Lifeng est perçu comme un proche de Xi Jinping et un membre de sa faction, la nouvelle armée du Zhijiang.
En 1990, il a été promu chef du parti d'un district de la ville. En février 1995, il devient maire de Quanzhou, puis secrétaire du parti. C'est à cette époque qu'il obtient un doctorat en économie. En avril 2000, il est devenu secrétaire du parti de Fuzhou et, en décembre 2001, il a rejoint le comité permanent du parti de la province de Fujian.
En mai 2005, He est nommé secrétaire du parti de Xiamen. Il rejoint alors le Comité central du PCC en 2007. En mai 2009, il est transféré à Tianjin pour devenir secrétaire adjoint du parti de la municipalité, chef du comité de travail de la nouvelle zone de Binhai et secrétaire du parti du district de Tanggu. Peu après son entrée en fonction, il propose les « Dix batailles majeures », promouvant la construction de la nouvelle zone de Binhai et de quartiers d'affaires. En janvier 2013, il est nommé président de la Conférence consultative politique du peuple de Tianjin. Durant son mandat, il supervise des projets d'infrastructure visant à stimuler l'économie.

### Carrière nationale
En juin 2014, il a été nommé secrétaire adjoint du Parti de la Commission nationale du développement et de la réforme. Depuis lors, il s'est imposé comme l'un des principaux responsables de l'avancement des politiques de réforme économique.
En février 2017, il est nommé président de la Commission nationale du développement et de la réforme par le Comité permanent de l'Assemblée populaire nationale,. En septembre 2019, il publie un article dans le Quotidien du peuple, affirmant que Shenzhen est confrontée à de « nouvelles tâches sans précédent “, et que les ” problèmes rencontrés dans la modernisation de notre pays sont susceptibles d'apparaître d'abord à Shenzhen ». Dans un autre article publié dans le Quotidien du peuple en octobre 2021, il appelle à réduire les émissions de gaz à effet de serre drastiquement. En octobre 2022, il s'engage à soutenir l'économie numérique lors d'un rapport au Comité permanent de l'Assemblée nationale populaire.

### Vice-Premier ministre
Après le 20e congrès national du Parti, il est élu membre du 20e Politburo du PCC. En février 2023, il visite la Banque populaire de Chine. Le 12 mars 2023, il est nommé vice-premier ministre du Conseil des affaires d'État et devient responsable des affaires économiques et financières. Selon Bloomberg News, il aura sous sa responsabilité tous les régulateurs financiers, y compris la Banque populaire de Chine et un super organisme de surveillance financière nouvellement créé. Il supervisera également l'industrie immobilière ainsi que le secteur financier, qui pèse 60 000 milliards de dollars.
En avril 2023, il assiste à l'Exposition internationale des produits de consommation de Chine à Haikou, dans la province de Hainan, où il déclare que l'expansion de la consommation est une priorité absolue. En mai 2023, il assiste à l'ouverture de l'Administration nationale de régulation financière. En octobre 2023, il est officiellement nommé directeur du Bureau de la Commission centrale des affaires financières et économiques du PCC. En novembre, il est également nommé directeur du Bureau de la Commission financière centrale et secrétaire de la Commission centrale du travail financier.
En octobre 2023, lors du troisième Forum des nouvelles routes de la soie pour la coopération internationale, il a déclaré que la Chine encourageait « les entreprises de tous les pays à se concentrer sur le big data, l'intelligence artificielle, le commerce électronique et les nouvelles énergies “. En novembre 2023, il a fait une remarque préenregistrée au Sommet de l'investissement des leaders financiers mondiaux à Hong Kong, louant ” l'avantage unique de la ville en tant que centre financier international ». En janvier 2024, il a appelé les fonctionnaires à soutenir la performance et la rentabilité des entreprises cotées en bourse lors d'une téléconférence à l'échelle nationale. En juillet 2024, il rencontre une délégation du US-China Business Council, appelant les entreprises américaines à « jouer un rôle fort “ dans l'économie chinoise. Dans un article du Quotidien du Peuple publié le même mois, il appelle à promouvoir de nouvelles forces productives grâce à un gouvernement bien coordonné et un marché efficace. En octobre 2024, lors d'une visite à Taiyuan, dans le Shanxi, il appelle à une "liste blanche" ciblée de projets immobiliers afin de stabiliser le marché immobilier.